# Barbaarse koninkrijken

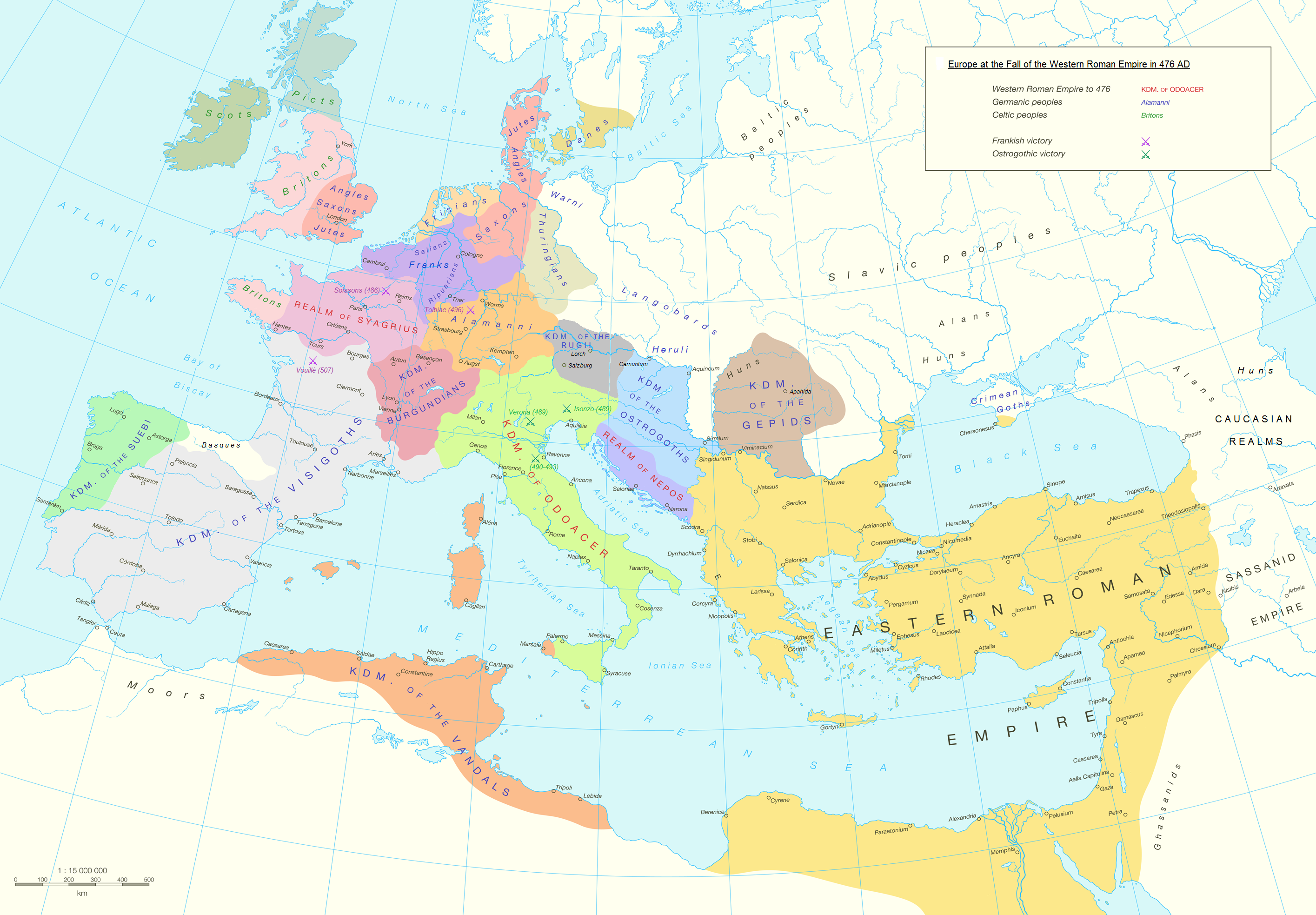
Politieke kaart van Europa, Noord-Afrika en het Midden-Oosten in 476, met het resterende Oost-Romeinse Rijk in het Oostelijke Middellandse Zeegebied en de verschillende nieuwe koninkrijken op het grondgebied van het voormalige West-Romeinse Rijk.

De barbaarse koninkrijken, barbarenkoninkrijken of barbarenrijken waren de koninkrijken die in de 5e eeuw binnen het West-Romeinse Rijk ontstonden door de vestiging van diverse zogenaamd 'barbaarse' stammen. 

## Achtergrond
Deze stammen leverden grote aantallen soldaten voor het Romeinse leger . Naarmate het centrale Romeinse gezag terugtrad, gingen zij een steeds belangrijkere rol spelen. Geleidelijk aan viel het centraal gezag uiteen. Uiteindelijk werden de legerleiders (vaak van barbaarse afkomst) van het in delen uiteenvallende West-Romeinse leger de nieuwe machtshebbers. De naam 'barbaren' werd door de Romeinen gebruikt en had toentertijd de betekenis van 'vreemdeling' of 'buitenstaander'. Het betrof allerlei verschillende en voortdurend veranderende groepen en coalities van clans. Hoewel deze door de Romeinen ook wel onder de noemer "Germanen" werden gegeneraliseerd, zagen de wisselende gelegenheidscoalities van sprekers van Germaanse talen zichzelf niet als één volk of groep. Er waren bovendien ook allerlei Keltische en Slavische groepen, Euraziatische groepen zoals de Hunnen en Iraanse groepen zoals de Alanen bij de volksverhuizingen betrokken.
Door sommige geschiedkundig auteurs werden deze koninkrijken als 'barbaars' beschouwd, omdat de koningen ervan en hun onderdanen het 'ketterse' arianisme aanhingen in plaats van het door de paus in Rome gepropageerde rooms-katholicisme.

## Recht
Wat uit de tijd van de volksverhuizingen is overgeleverd aan documenten over het recht onder de 'barbaren' werd collectief de leges barbarorum (“wetten van de barbaren”) genoemd.
Vanwege het Germaanse erfrecht konden oppervlak en grootte van deze koninkrijken voortdurend variëren. Een typisch voorbeeld hiervan is het Frankische koninkrijk, dat tijdens de tijdperken van de Merovingen en Karolingen bij tijd en wijle in afzonderlijke staten opgedeeld was.
Germaanse koningen van de barbaarse koninkrijken die na de val van het Romeinse Rijk de macht in de vroegere Romeinse provinciën overnamen, vaardigden – tegelijk met de codificaties van hun volksrechten – ook excerpten van het Romeinse vulgaire recht uit. De continuatie van Romeins vulgair recht was essentieel voor het principe van de persoonlijkheid van het recht. Dit wil zeggen dat iedere nationaliteit naar eigen recht berecht werd. Voorbeelden van deze excerpten vindt men in de Bourgondische wet en het Breviarium Alaricianum. Deze codificaties van vulgair Romeins recht hebben de Romeinse rechtstradities in leven gehouden en bijgedragen aan de herontdekking van het Romeinse recht in de elfde eeuw.

## Barbaarse koninkrijken
De volgende staten die vanaf de 5e eeuw zich op het (voormalige) grondgebied van het (West-)Romeinse Rijk vestigden zijn wel omschreven als 'barbaarse koninkrijken' of 'barbaren(konink)rijken':
- Alanen[9]
- Koninkrijk der Bourgondiërs[a]
- Hunse Rijk[3][10]
- Longobardische Rijk[2]
- Frankische Rijk[8]
- Suevische Rijk[1]
- Vandaalse Rijk[a]
- Visigotische Rijk[a]